# Alche
Die Alche ist ein gut elfeinhalb Kilometer langer, rechter und nördlicher Zufluss der Sieg im Siegerland. Ihr Einzugsgebiet umfasst eine Größe von 23,58 km².

## Name
Der Name leitet sich vom germanischen *alk- 'Schlamm, Dreck, Matsch' ab.

## Geografie

### Verlauf
Die Alche entspringt auf einer Höhe von 391 m ü. NHN im nördlichen Freudenberger Bergland nordwestlich von Bühl.

Nach etwa 140 m fließt sie durch einen Teich und verläuft weiter nach Osten in Richtung Oberholzklau im Naturschutzgebiet „Richelsbach und Alche“. Vor dem Ort fließt der Bach weiter nach Süden, an Bühl selber vorbei. Nach dem Ort verläuft er südöstlich und südlich bzw. wieder südöstlich durch Alchen, dem der Fluss seinen Namen gab. 

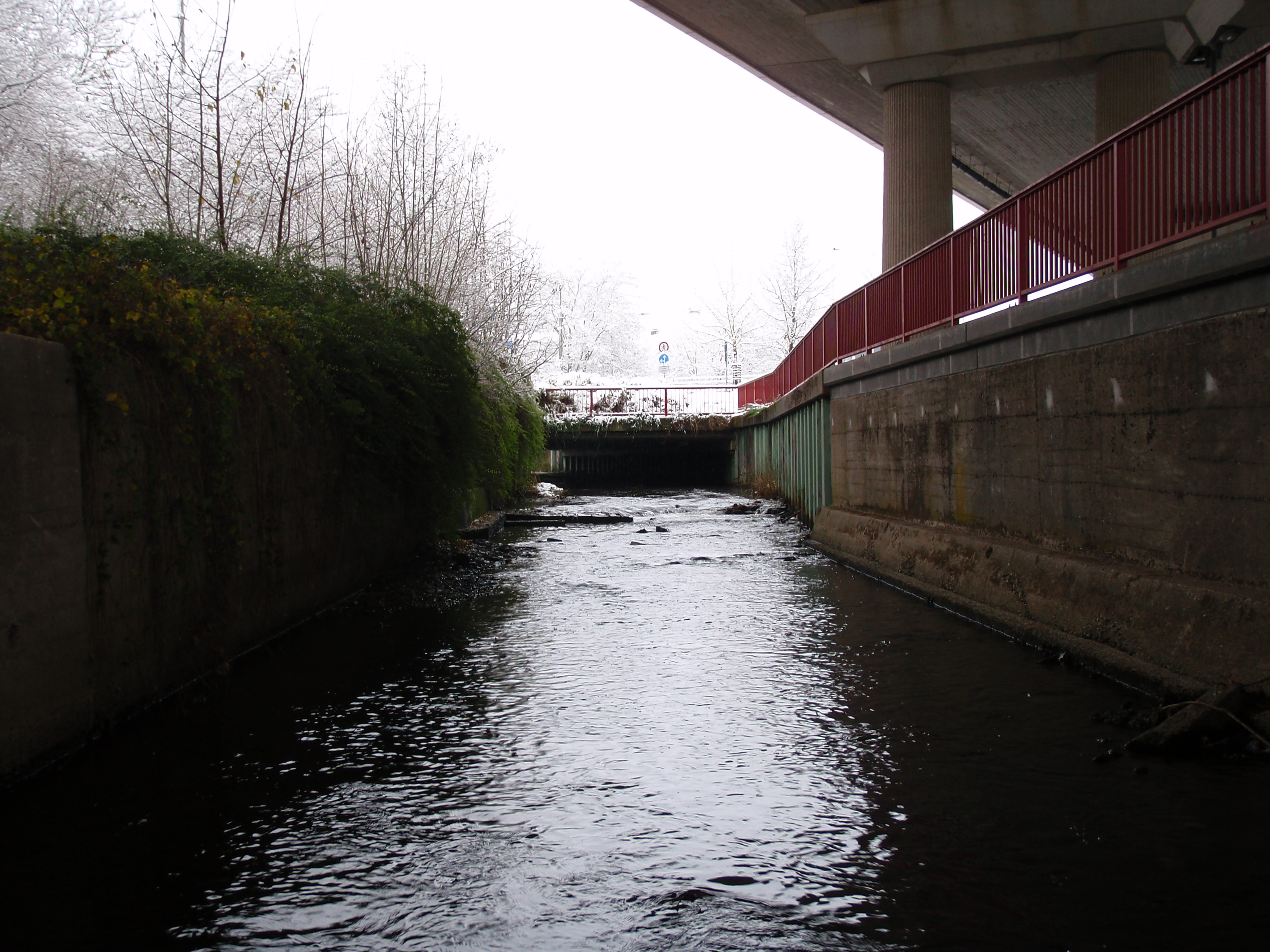
Die Alche in der Nähe des Siegener Hauptbahnhofs, Blickrichtung bachaufwärts.

 Weiter in südöstlicher Richtung fließt er aus Alchen heraus und trifft kurz vor Seelbach auf seinen längsten Zufluss, den fast 4 km langen Lederbach. In einer großen Linkskurve durchfließt er Seelbach und verläuft leicht nordöstlich am Nachbarort Trupbach vorbei. Nach Trupbach dreht der Fluss und fließt wieder südöstlich weiter in Richtung Siegen.
Die Alche verläuft danach um den Fischbacherberg in Siegen und mündet in südlicher Richtung fließend südwestlich des Siegener Bahnhofs in die Sieg.
Der etwa 11,52 km lange Lauf der Alche endet ungefähr 157 Höhenmeter unterhalb ihrer Quelle, sie hat somit ein mittleres Sohlgefälle von etwa 14 ‰.

### Einzugsgebiet
Das 23,578 km² große Einzugsgebiet der Alche liegt im Freudenberger Bergland und wird durch sie über die Sieg und den Rhein zur Nordsee entwässert.
Es grenzt
- im Nordosten an das Einzugsgebiet des Birlenbachs, der in den Ferndorfbach mündet;
- im Osten an das des Ferndorfbachs direkt, der in die Sieg mündet;
- im Südwesten an das des Sieg-Zuflusses Achenbach und an das des Schelderbachs, der über den Gosenbach (Sieg) in die Sieg entwässert;
- im Westen an die Einzugsgebiete des Fischbachs und der Wending, die beide über den Asdorfer Bach in die Sieg entwässert und
- im Nordwesten an das der Limmicke, die über die Großmicke, die Bigge, die Lenne und die Ruhr in den Rhein entwässert.

Große Teile des Einzugsgebiets sind bewaldet. In den Tälern dominieren landwirtschaftliche Flächen und Siedlungsgebiete.

### Zuflüsse
Der größte Zufluss der Alche ist der von rechts kommende Lederbach mit einer Länge von 3,93 km und einem Einzugsgebiet von 4,95 km². Der längste linke Zufluss ist der Trupbach mit 2,94 km und einem Einzugsgebiet von 4,21 km².
| Name        | Seite  | Länge (km) | Einzugsgebiet (km²) | Mündungshöhe | DGKZ     | Durchflossene Orte (* Mündung) |
| ----------- | ------ | ---------- | ------------------- | ------------ | -------- | ------------------------------ |
| Richelsbach | rechts | 0,88       | –                   | 354 m ü. NHN | –        | –                              |
| (Zufluss)   | links  | 1,26       | –                   | 300 m ü. NHN | –        | Alchen *                       |
| Arnsbach    | links  | 0,65       | –                   | 288 m ü. NHN | –        | –                              |
| Lederbach   | rechts | 3,93       | 4,95                | 279 m ü. NHN | 2721742  | Lindenberg, Seelbach *         |
| Rabelsbach  | rechts | 1,95       | 1,89                | 275 m ü. NHN | 2721744  | Seelbach *                     |
| Trupbach    | links  | 2,94       | 4,21                | 260 m ü. NHN | 2721746  | Trupbach *                     |
| Numbach     | rechts | 1,55       | –                   | 252 m ü. NHN | –        | Siegen *                       |
| Heinbach    | links  | 1,41       | –                   | 252 m ü. NHN | 27217472 | Siegen *                       |
| Hermelsbach | links  | 2,33       | 1,43                | 232 m ü. NHN | 2721748  | Siegen *                       |

### Einwohner
in Freudenberg: (ca. 8,96 km²)
- Alchen: 1857
- Bühl: 413
- Lindenberg: 868

in Siegen: (ca. 14,618 km²)
- Seelbach: 2215
- Trupbach: 1820

### Berge (Auswahl)

Hügel im Bereich der Alche
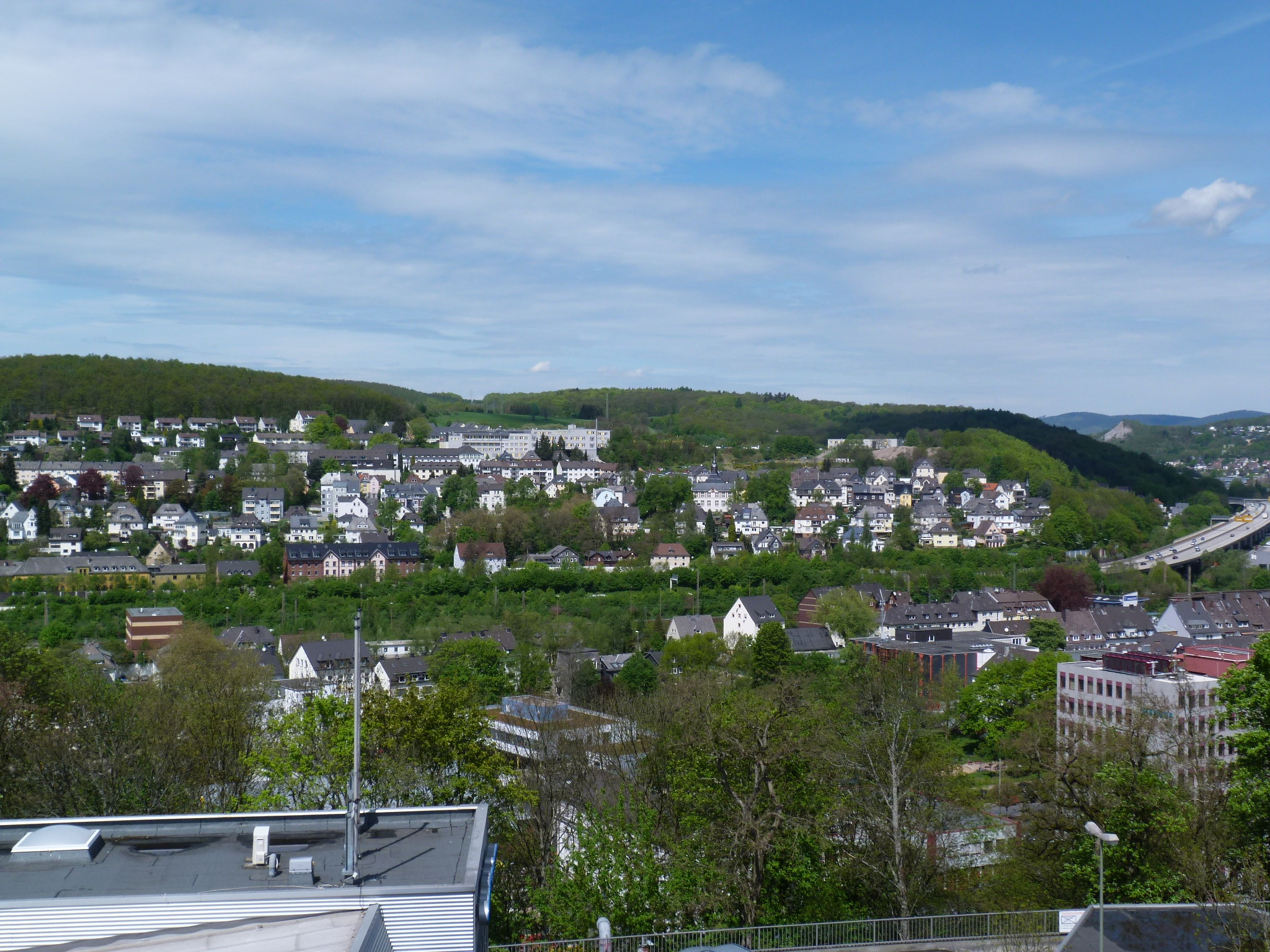
Wellersberg
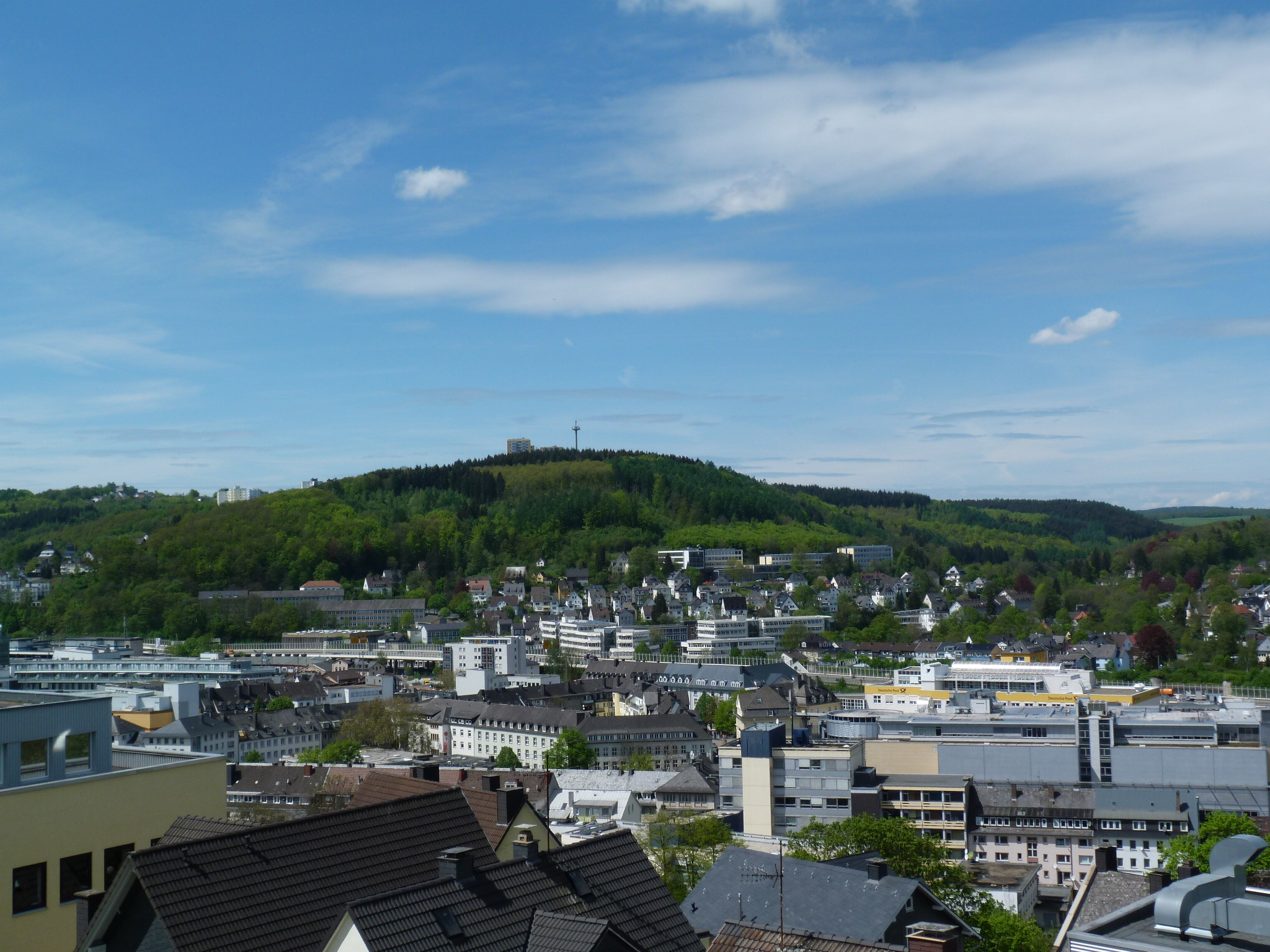
Fischbacherberg

| - Gipfel (446,6 m, Quellgebiet) - Ischeroth (467 m, Quellgebiet) - Bruchberg (393,3 m, links) - Hardt (396,3 m, links) - Altenfeldskopf (412,6 m, rechts) - Alcher Berg (390,6 m, rechts) - Trünnigersberg (376,4 m, links) | - Zimmert (384,1 m, links) - Starker Buberg (430,7 m, rechts) - Buberg (380 m, rechts) - Bastenberg (394,2 m, links) - Wellersberg (346 m, links) - Fischbacher Berg (371,2 m, rechts) |